# 伊朗供水與污水處理
這篇伊朗供水與污水處理（英語：Water supply and sanitation in Iran）所談的是伊朗在此已取得某些重要進展，特別是在增加城市的供水。但重大挑戰仍然存在，特別是鄉村地區在污水處理設施和服務的部分。伊朗在供水與污水處理的政策由能源部制定，而服務則透過各省設立的公司提供。

## 設施及服務
伊朗在城市和鄉村地區之間對供水與污水處理的覆蓋範圍，存在頗大差異。由供水與污水處理聯合監測計劃（世界衛生組織（WHO）和聯合國兒童基金會（UNICEF）聯合組成）在1996年、2006年、2011年於伊朗所做的普查，以及1995年的多指標類集調查所得數據估計，該國城市地區的居民（伊朗有超過3分之2的人口居住在城市地區）在2011年獲得改良供水的比例為98%，而在鄉村地區的居民獲得改良供水的比例為90%（87%的家庭有管線連接）。在1990年代後期，城市地區的的居民有污水下水道服務的佔19%，而在取得改善污水處理的佔比則接近100%。

## 水資源

### 氣候
伊朗的降水具有很明顯的季節性，時間落在每年的10月至次年的3月之間，其餘的時間都處於乾旱狀態。伊朗河流的流量有很大的季節性變化。例如在胡齊斯坦省的卡倫河，河水流量最高峰的期間是最乾季節期間的10倍。在伊朗許多地方，平日通常不會降水，直到突然的風暴和大雨發生，幾天內的降水量幾乎就等於全年的總和。水資源分佈不均也讓水資源短缺的問題加劇。裏海沿岸地區的平均年降水量約為1,280毫米，但在中部高原和南部低地，則很少超過100毫米。
| 區域              | 2012年/13年 | 1970年至2014年 (平均) |
| ----------------- | ----------- | --------------------- |
| 裏海              | 405.2       | 423.3                 |
| 波斯灣            | 343.6       | 358.6                 |
| 爾米亞湖          | 278.9       | 326.7                 |
| 中央高原流域區    | 139.0       | 162.2                 |
| 內陸湖泊沼地 流域 | 78.5        | 110.5                 |
| 薩拉赫斯流域      | 244.5       | 203.9                 |
| 伊朗全國          | 203.9       | 238.6                 |

資料來源: 伊朗水資源公司（伊朗能源部）。

### 可再生水資源
伊朗國內可再生水資源估計有1,285億立方米/年（1977年至2001年平均值）。地表徑流總計為973億立方米/年，其中54億立方米/年是由地下水含水層流出，因此要被扣除。地表水滲入含水層的估計約為493億立方米/年，其中有127億立方米/年滲透進入河床，也需要扣除（（973-54）+（493-127）=1,285）。伊朗從巴基斯坦接受67億立方米/年地表水，同樣也從阿富汗的赫爾曼德河接受一些地表水。在與亞塞拜然交界的阿拉斯河也帶來一些地表水，估計為46億立方米/年。伊朗流入海洋和其他國家的地表徑流估計為559億立方米/年。1979年伊斯蘭革命之前的人均可用水量約為4,500立方米。但到2009年，數字不及2,000立方米。1993年的總取水量估計約為700億立方米，到2004年上升到930億立方米，其中92%用於農業，6%作民生用途，2%作工業用途。雖然這個數字只相當於實際可再生水資源的51%，但每年從含水層中抽取的水量（1993年570億立方米，2004年530億立方米) 已超過預估的安全抽取量 (460億立方米)。在1993年，用於民生用途的水資源有43億立方米（在2004年為62億立方米），其中61%來自地表水，39%來自地下水。截至2014年，伊朗使用的是國家可再生淡水總量的70%，遠高於國際標準所建議的40%上限。由於伊朗的農業用水模式效率低下（多數經蒸發而遭到浪費）。在1999年有160億立方米的水用於發電之用。
大德黑蘭都會區的人口超過1,300萬，地表水由位於城市東北部拉爾河上的拉爾河水壩、城市北部賈傑魯德河上的拉提揚水壩、城市西北部的卡拉傑河，另外還有城市周邊的地下水。德黑蘭居民平均每天耗用325公升的水（相當於86美制單位加侖）。

一處伊朗燃氣發電廠。伊朗火力發電廠所耗用的水量是民生用水的兩倍。

伊朗總統哈桑·魯哈尼在2016年3月的會議中表示，伊朗的“用水模式”必須改變，但沒有就如何達成目標提出具體建議。

### 海水淡化
伊朗政府計劃在海水淡化和輸水管道上進行大量投資，把所產生的淡水從南部海岸輸送到國家內陸。第一階段所建造的海水淡化廠為沿海城市供水，第二階段則將淡水輸送到中部高原的城市。建設工廠和管道所需的資金預計將由私營部門根據建設-擁有-運營 (BOO) 模式
提供，政府為生產的水量以支付年費的方式償還投資者。已有伊朗公司透過此類BOO模式建立小規模的海水淡化廠，預計會擴展到與國際公司合作，建立規模更大的淡化廠。
根據伊朗政府2020年的報告，將計劃在17個省份再建設50座海水淡化廠，供應4,500萬人所需。預計新廠將至少部分會由（小型）核電廠供電。但對這些海水淡化廠的相關成本、資金來源、或環境影響的資訊，外界所知有限。伊朗能源部長哈米德·奇奇安表示，將透過50個海水淡化廠提供淡水給17個省，為數4,500萬的居民使用，但並未具體說明成本或資金來源。計畫啟動初期，會先把在阿巴斯港淡化的水輸送到到克爾曼省。

### 污染
伊朗的水污染係由工業和城市的污水，以及農業活動共同造成。關於城市所產生的污水，大部分未經處理就予以排放，成為地下水污染的主要來源，並對公眾健康構成威脅。在一些沒有衛生下水道的城市，家庭污水就直接排入開放的排水溝中。

## 基礎設施

### 飲用水供應
在伊朗，大部分的飲用水是通過現代基礎設施，例如水壩、水庫、長程供水管道（其中有些長達300多公里）和深井等來供應。伊朗現有42座大型水壩，綜合蓄水量為330億立方米/年。這些水壩因為每年有沉積物淤積，而減少約2億立方米的蓄水量（佔蓄水量的0.5-0.75%）。大多數水壩具有多功能 - 水力發電、灌溉、防洪，並在某些情況下會提供飲用水。

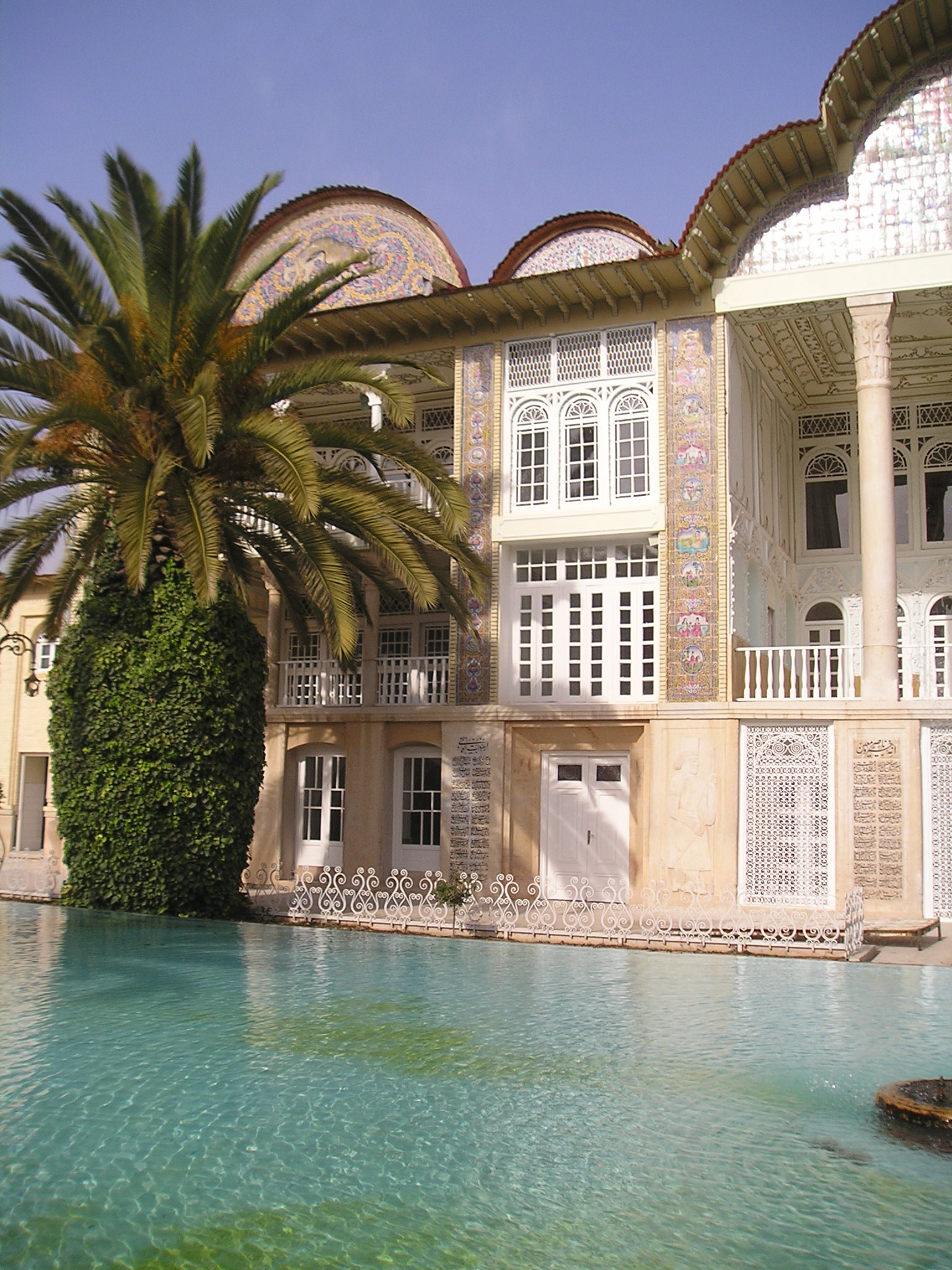
伊朗人用水灌溉，以及為花園造景，如圖中位於設拉子的天堂花園。

據估計伊朗全國有多達50萬口井（包含深井和淺井）。其中有許多井為非法鑽取。
在伊朗高原地區的亞茲德省、呼羅珊省、和克爾曼省，估計仍有60,000個傳統的坎兒井系統 (کارقز) ，至今仍用於提供鄉村地區和小城鎮的灌溉和飲用水。至今已知最古老和最大的坎兒井系統（有2,700年歷史）即位於伊朗東北部城市戈納巴德，仍為近40,000人提供飲用水和農業用水，主井的深度達到360多米，供水系統全長45公里。

### 下水道系統
伊朗能源部於2021年1月報告稱，德黑蘭市已完成約90%的綜合下水道系統、由8,000公里的地下隧道和大型污水處理設施組成的網絡已投入使用。這項工程始於1996年，由伊朗國內以及國際機構提供經費，整體工程仍需再過兩三年才會完成。
在此之前，德黑蘭市大部分未經處理過的污水都是注入當地的地下水系統中。

## 過往和近期發展

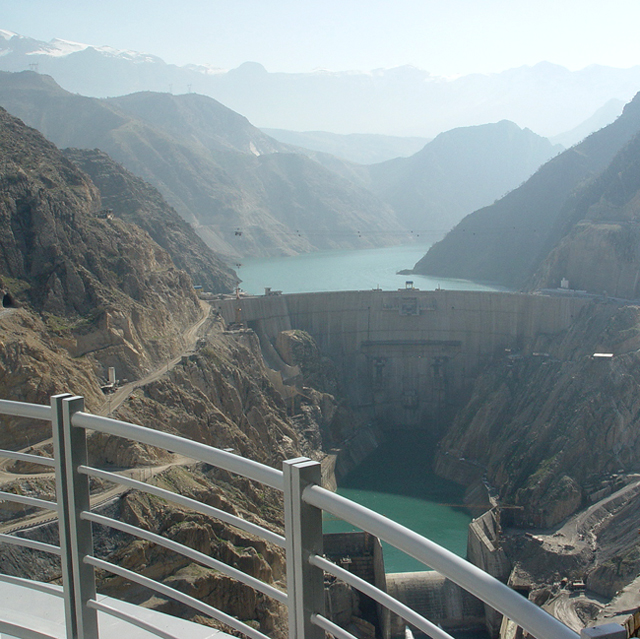
圖中卡倫河三號大壩，於1999年開工，土建工程於2004年完工。2005年3月第一台機組併網發電，2007年8台機組全部投入運行。大部分這樣的水壩都是為發電、防洪、和灌溉之用，而非提供飲用水。

在1990年之前，伊朗的供水與污水處理部門均由地方政府自行管轄，權力下放到省和城市的層級。隨著1990年9月省級供水和污水處理公司法（Provincial Water and Wastewater Companies Law）通過後，這種情況發生根本性的改變。
2003年9月，伊朗政府和世界銀行議定一項關於此領域的戰略，目標是改善成本回收並提高效率。當時尚不清楚在2003年所訂的基線採用何種數據，以及為達到目標而取得多大的進展。
2008年11月，政府宣布已經批准在全國建設177座水壩。伊朗的水壩主要用於水力發電、灌溉、和防洪，但其中有個項目是提供飲用水和工業用水到中部省份 - 庫姆省、伊斯法罕省和中央省的城市如庫姆、戈勒派耶甘、代利詹、薩維、霍梅恩和寧瓦爾。
伊朗政府在2012年4月啟動一項把裏海海水淡化後，再輸送到伊朗中部地區的項目，每年的供水量約為2億立方米（70.62億立方英尺）。
能源部副部長Sattar Mahmoudi在2016年4月表示，該國6個主要城市 - 阿巴斯港、設拉子、克爾曼、馬什哈德和哈馬丹正面臨嚴重的水資源短缺，另外有450個城市的水資源緊張。伊朗有部分地區在過去15年持續遭受乾旱之苦。
伊朗城市的供水率自1980年代以來，已從75.5%提高到98%。據一位伊朗觀察家稱，供水量有所增加，水質也有所改善。他總結說，改革“非常成功”，是“一個”應該“向其他國家推薦的最佳實踐示例”。

## 挑戰
據世界銀行稱，伊朗在這個領域的問題有“城市和農村用水效率低下、利益相關者在發展規劃和管理中的參與不足、對可持續用水基礎設施的修復和發展的需求巨大、由於把未經處理過的污水排放到公共水道和含水層中所造成的污染問題、參與的機構能力薄弱及利益相關者之間的協調有限。”世界銀行進一步的評語說伊朗在這個領域的另外特點有“供水和現場污水處理設施效能不佳，導致地下水和地表水污染風險增加；未經處理的污水排放，和再利用來灌溉，導致健康和環境風險增加；供水和污水處理公司的技術、體制和財務能力不足；領域中機構的責任不明確；以及不透明和不充分的收費結構和水準。”

## 供水和污水處理責任

### 政策
伊朗能源部透過主管城市和鄉村供水與污水處理的副部長，負責制定這個領域的政策。在能源部中主管供水事務副部長與11個地區水務局一起負責水資源管理。“環境保護組織”（Environmental Protection Organization）負責水污染控制。“伊朗衞生及醫療教育部”負責制定飲用水品質標準，並就此負責監測和執行。

“國家供水和污水處理工程公司” (National Water and Wastewater Engineering Company ，NWWEC) 在投資規劃、人力資源開發以及建立標準化制度和程序等領域，為服務單位提供監督和協助。“國家經濟委員會”制定全國相關費率政策，不同地區之間會存在一些差異。

### 服務提供
在2008年，伊朗有60家供水與污水處理公司（WWC）提供這類服務。在伊朗的30個省中，每個省各有一個城市和一個鄉村WWC。這60家公司總共僱用38,000名員工。在德黑蘭省有一家供水公司，以及一家供水與污水處理公司，
在所有其他省份，供水與污水處理服務是一起提供，地區水務局透過輸水管道向WWC提供大宗原水，由後者處理和分配給使用者。
國有WWC在日常營運擁有一定程度的自主權，董事總經理可在中央授權的人員配置範圍內，對營運和人員配置做決策，並具有一定的靈活性，可對表現優異的員工提供額外的酬庸。但WWC對於自己的投資項目沒控制能力，因此少有提高投資和營運效率及服務水準和品質的空間，而且WWC必須遵循國家供水和污水處理工程公司（NWWEC）制定的組織模式，而無法選擇更適合當地特有情況的運作模式。

## 財務面

### 投資
到2005年，關於水與污水處理領域的國家預算為14,000億里亞爾，而到2008年預算已達35,000億里亞爾（按官方匯率換算為3.5億美元）。這預算顯然包括多用途水壩、灌溉、還有供水與污水處理。伊朗政府在2011年表示，該國在未來15年的投資需求為1,500億美元，其中有20%會來自私營部門。

### 成本回收
在伊朗，一般的狀況是服務提供機構在費率低下和收費效率不彰的情況下，會無法回收營運和維護的成本。例如，阿瓦士和設拉子的省級WWC至少在2004年之前就有重大淨虧損。 阿瓦士和設拉子的機構在2002/03年約有30%的水在輸送過程中流失，而進一步把損失擴大。在開出帳單的水費中，阿瓦士在2002/03年能收到錢的僅約73%，而設拉子能收到錢的比率稍高。

### 費率
目前伊朗在城市的收費模式是根據連接管道口徑的大小，以及客戶類型（家庭，或是非家庭）收取固定的起始費率（基本費，或稱接管費），然後根據用水的數量，數量增時有分級遞增的費率。 在2004年，大多數國內客戶的固定起始費率約為2,000里亞爾（25美分/立方米），而分級遞增的費率結構是透過一種複雜公式計算而得。公式對所有用戶一視同仁，如果每月使用量低於5立方米（5,000公升），則只收固定起始費用。超過這個最低限度，水費會隨著使用量的增加而增加，並且通常會因用戶類別不同而異。全國平均體積費率在2002年約為6美分/立方米。從20立方米以下的月消費收費2美分，到20至40立方米，和40立方米以上的月使用量，分別收費約每立方米收4.5美分和12.5美分。
根據世界銀行的說法，這種體積費率和連接費結構，已到沒必要的複雜程度。體積費率透過復雜的公式計算，在耗用等級和不同的WWC之間有所不同。這種複雜性讓費率結構缺乏透明度，譬如當用水量從20立方米或更少，增加到略高的數量時，費率會增加3倍以上。關於污水處理費，僅會在建有管線的社區計費和收取，目前照水費的70%計算。
伊朗全國平均每個單位的供水接管權利金約為310美元，最低的約為150美元。除少數例外，廢水接管權利金與供水相同。在1999年至2003年間，這些費用每年持續增加，平均幅度為10%，但在2000年的增加比率為15%。除接管權利金之外，WWC會向客戶收取每戶連接施工的全部費用。

## 對外合作
在21世紀的頭10年，伊朗供水與污水處理的主要外部合作夥伴是世界銀行，如今主要的外部合作夥伴是伊斯蘭開發銀行 (IDB) 、聯合國和非政府組織。

### 伊斯蘭開發銀行
截至2014年，伊斯蘭開發銀行已為伊朗的供水與污水處理項目提供的貸款，總計超過8億歐元，其中有6,500萬歐元用於東部的馬什哈德市的污水處理項目、1.4億歐元用於中部的庫姆和卡尚市的項目、1.75億歐元用於德黑蘭市、1.95億歐元用於鄉村污水處理項目、9,200萬歐元用於庫姆省的水利項目、8,000萬歐元用於哈馬丹市和格什姆島的污水處理項目及1.44億歐元用於南部法爾斯省的污水處理項目。伊朗污水處理領域接受的貸款數目，在IDB提供的資金中排名世界第一，由於伊朗受到經濟制裁，因此造成的資金缺口而由IDB提供。伊朗是IDB的第三大股東，擁有8.28%的股份。IDB的最大股東是沙烏地阿拉伯。

### 聯合國
荷蘭國際水利環境工程學院 （UNESCO-IHE，位於荷蘭的台夫特）與伊朗的水電科技大學 (Shahid Abbaspour) 合作，為2,100名伊朗專業人員進行供水與污水處理技術、規劃、和管理方面的訓練。訓練包括有在2008年和2009年上半年講授的59門課程。並為相關伊朗公司的資深管理、財務和技術人員安排20次的歐洲考察。

### 外國非政府組織
伊朗與其他中低收入國家不同，少有屬於私人性質，用以追求環境或社會目標的國際性非政府組織。伊朗政府不顧外國非政府組織到伊朗活動會發生運作艱難，與管理機構發生摩擦，而採取行動去鼓勵這些組織前往該國參與活動。因此有些原本已經停止在伊朗運作的組織重新開始，也有新創的組織，包括那些在供水與污水處理領域的組織，開始在伊朗啟動項目。其中有個名為“伊朗治愈”（Healing For Iran）的組織所啟動的計畫，以改善鄉村供水，以及調查造成弱勢群體發生水污染的原因。

### 世界銀行
世界銀行在2000年至2010年期間在伊朗參與供水與污水處理工作。世界銀行在2000年首度批准參與德黑蘭下水道項目，隨後於2004年和2005年批准另外兩個項目。最後一個項目，“北方城市群供水與污水處理項目”（Northern Cities Water Supply and Sanitation Project）在2010年完成。這個項目獲得2.24億美元的貸款，目的在提高伊朗北部吉蘭省的拉什特和安扎利港以及馬贊達蘭省的薩里市和巴博勒市共四個城市的生活品質。做法是改善這兩個省WWC的效率和財務可持續性。這個項目資助供水系統的擴展和改進，包括計量、下水道和一個污水處理廠（位於薩里市，但在項目結束時並未完成）。但項目並未把兩個省的WWC的財務狀況改善，原因是增加水費的工作受到耽擱。
“阿瓦士和設拉子供水與污水處理項目”（Ahvaz and Shiraz Water Supply and Sanitation Project）的貸款金額為2.79億美元，在2004年批准，並在2009年完成，這個項目的目的在改善供水和大幅增加污水處理服務的覆蓋範圍，而達到改善環境、衛生和健康的狀況，以及提倡處理過的污水再利用，這個項目的目標也用以加強和發展阿瓦士和設拉子WWC的能力，並幫助後者把公司的效率、可持續性和財務自主性提升。另外就是啟動領域的改革，特別是在體制結構、監管框架、需求管理以及制定污水處理策略。
“德黑蘭下水道項目”取得1.45億美元貸款，於2008年完成。項目的目標是透過安裝污水收集和處理設施，以改善德黑蘭都會區的環境條件，改善公眾健康，並實現在鄰近地區進行不受限的農業灌溉。對二級處理過的污水進行氯化消毒，以適合農業灌溉的目的，如有需要，會進一步擴展做三級處理。處理後的污水，加上處理過的污泥可重新作農業用途。這個項目把超過1.3百萬人連結到下水道系統，污水處理廠於2009年6月完工。在世界銀行的完工報告結論說，這個項目達已到設定的目標，並且運作良好。
世界銀行表示，聯合國對伊朗實施的制裁並未包括對國際金融機構的限制。世界銀行因為伊朗已把所有借款餘額清償完畢，而在2013年9月把伊朗從禁止獲得新貸款的名單中剔除。伊朗經濟財政部部長Ali Tayyebnia在2014年4月重新向世界銀行要求提供財務協助，以供該國發展建設項目。

## 進一步閱讀
Peter Beaumont, Water Resource Development in Iran （页面存档备份，存于）, in The Geographical Journal, Vol. 140, No. 3 (Oct., 1974), pp. 418–431, at JSTOR

## 外部連結
- http://www.moe.org.ir/HomePage.aspx?TabID=1&Site=DouranPortal&Lang=en-US （页面存档备份，存于）